# 隴西郡
隴西郡（ろうせいぐん）は、中国にかつて存在した郡。秦代から唐代にかけて、現在の甘粛省東南部に設置された。

## 概要
戦国時代末期の秦が義渠国を滅ぼして、隴西郡を置いた。秦が中国を統一して三十六郡が置かれると、隴西郡治は狄道県に置かれた。
前漢末には、狄道・上邽・安故・氐道・首陽・予道・大夏・羌道・襄武・臨洮・西の11県を管轄した。王莽のとき、厭戎郡と改称された。
後漢が建てられると、隴西郡の称にもどされた。隴西郡は涼州の下に置かれた。後漢末に隴西郡は狄道・安故・氐道・首陽・大夏・襄武・臨洮・障・河関の9県を管轄した。
曹魏のとき、隴西郡治は襄武県に移された。曹魏の末年に隴西郡は襄武・首陽・臨洮・狄道・河関・枹罕の6県を管轄した。
西晋が建てられ、司馬泰が隴西王となると、隴西郡は隴西国に改められた。296年（元康6年）に司馬泰が高密王に改封されると、隴西国は再び隴西郡となった。枹罕県が廃止され、狄道・臨洮・河関の3県が狄道郡に編入されたため、西晋の末年に隴西郡は襄武・首陽の2県を管轄するのみとなった。
五胡十六国の前趙・後趙のとき、隴西郡は秦州に属した。前秦のとき、河州に属した。後涼では、涼州に属した。後秦では、雍州に属した。西秦では、再び秦州に属した。
530年（永安3年）に北魏が渭州を立てると、隴西郡は渭州に属した。首陽県は渭源県と改称された。西魏と北周もこれを引き継いだ。
583年（開皇3年）、隋が郡制を廃すると、隴西郡はひとたび廃止され、渭州が襄武・隴西・渭源・障・長川の5県を管轄した。607年（大業3年）、州が廃止されて郡が置かれると、渭州は隴西郡と改称された。
618年（武徳元年）、唐は郡を廃止して州に改めた。このため隴西郡は渭州と改称された。742年（天宝元年）、渭州は隴西郡と改称された。758年（乾元元年）、隴西郡は渭州と改称され、隴西郡の呼称は姿を消した。